# X+Y
Az X+Y (az USA-ban A Brilliant Young Mind) egész estés brit komédia-dráma, amit 2014-ben mutattak be.
Először Kanadában, a Toronto International Film Festivalon mutatták be 2014. szeptember 5-én. Magyarországon a Titanic International Filmpresence Festival keretében mutatták be 2015. április 14-én. A brit mozik 2015. március 13-ától kezdték játszani.

## Cselekmény
Az enyhe autizmusban szenvedő Nathan a matematikán kívül nehezen ért szót a környezetével. Apja halála után még jobban magába fordul, miközben matematikatanára és édesanyja próbálja támogatni. Rendkívüli matematika készségével bekerül a legjobb 16 diák közé. Közülük kerül ki a brit csapat 6 tagja, akik hazájuk képviseletében részt vesznek a Nemzetközi Matematikai Diákolimpián Cambridge-ben. Nathan a tajvani edzőtáborban ismerkedik össze a kínai csapat tagjával, Zhang Mei-jel.

## Szereposztás
| Szereplő                | Színész            |
| ----------------------- | ------------------ |
| Nathan Ellis            | Asa Butterfield    |
| Martin Humphreys        | Rafe Spall         |
| Julie Ellis             | Sally Hawkins      |
| Richard                 | Eddie Marsan       |
| Zhang Mei               | Jo Yang            |
| Michael Ellis           | Martin McCann      |
| Isaac Cooper            | Alex Lawther       |
| Nathan Ellis (9 évesen) | Edward Baker-Close |

## Fordítás
Ez a szócikk részben vagy egészben  a   X+Y című angol Wikipédia-szócikk ezen változatának fordításán alapul.  Az eredeti cikk szerkesztőit annak laptörténete sorolja fel. Ez a jelzés csupán a megfogalmazás eredetét és a szerzői jogokat jelzi, nem szolgál a cikkben szereplő információk forrásmegjelöléseként.